# Schwentnerjeva nagrada
Schwentnerjeva nagrada je slovensko panožno priznanje za pomemben prispevek k razvoju založništva in knjigotrštva, za odličnost in preseganje povprečnosti, za dosežene poslovne uspehe, za inovativnost in kreativnost, za pedagoški prispevek in predajanje znanja ter dosledno upoštevanje visokih moralnih in etičnih standardov. 
Poimenovana je po slovenskem založniku Lavoslavu Schwentnerju. V okviru Slovenskega knjižnega sejma jo podeljuje Zbornica knjižnih založnikov in knjigotržcev (ZKZK) pri Gospodarski zbornici Slovenije.
Do leta 1999 so nagrade podeljevali vsaki dve leti najboljšim knjigarnam in najboljšim knjigotrškim delavcem, malim in velikim knjigarnam posebej. Od 1999 ZKZK podeljuje letno nagrado za življenjsko delo na področju slovenskega založništva in knjigotrštva doma in izven meja domovine.

## Seznam nagrajencev

### Najboljše knjigarne in knjigotrški delavci
- 7. SKS 1985

| Knjigotrški delavci               | Knjigarne                                 |
| --------------------------------- | ----------------------------------------- |
| Marjan Podgoršek (Antikvariat CZ) | Cankarjeva založba (Titova 15, Ljubljana) |
| Nevenka Obersnu (DZS)             | Naša knjiga (Nova Gorica)                 |
| Jože Wagner (DZS)                 | Mladinska knjiga (Knjigarna, Žalec)       |
| Andreja Mlinar (Mladinska knjiga) |                                           |

- 8. SKS 1987

| Knjigotrški delavci                         | Knjigarne                                          |
| ------------------------------------------- | -------------------------------------------------- |
| Marjan Ciglič (Grafika Soča)                | Mladinska knjiga (Knjigarna, Novo mesto)           |
| Darja Potisk (Mladinska knjiga - Knjigarna) | Mladinska knjiga (Knjigarna, Gosposka 28, Maribor) |
| Slavko Sušnik (Lipa, Svet revije Knjiga)    | DZS (Knjigarna, Kočevje)                           |
| Silvana Valopi (ZTT)                        |                                                    |
| Vera Žvan (DZS)                             |                                                    |

- 9. SKS 1989

| Knjigotrški delavci                  | Knjigarne                                         |
| ------------------------------------ | ------------------------------------------------- |
| Alojzija Zavnik (Partizanska knjiga) | Grafika Soča (Knjigarna Naša knjiga, Ajdovščina)  |
| Anka Vesel (TZS)                     | Obzorja Maribor (Knjigarna, Gosposka 24, Maribor) |
| Marjeta Zorec (Knjigarna MK)         | DZS (Knjigarna, Radovljica)                       |

- 10. SKS 1991

| Knjigotrški delavci            | Knjigarne                                         |
| ------------------------------ | ------------------------------------------------- |
| Stanka Mrva (Mladinska knjiga) | Mladinska knjiga (Knjigarna, Titova 3, Ljubljana) |
| Iztok Ilich (Mladinska knjiga) | Mladika (Knjigarna Kazina, Ljubljana)             |
| Jože Jankovič (DZS)            | DZS (Knjigarna, Čopova 3, Ljubljana)              |

- 11. SKS 1993

| Knjigotrški delavci                                                 | Knjigarne                                            |
| ------------------------------------------------------------------- | ---------------------------------------------------- |
| Mihaela Prodnik (Cankarjeva založba, Slovenska c. 37, Ljubljana)    | Cankarjeva založba (Knjigarna, Gospejina 8, Maribor) |
| Stanka Golob (Cankarjeva založba, Trubarjev antikvariat, Ljubljana) | Knjigarna Libris (Prešernov trg 9, Koper)            |
| Meta Kušar (DZS, Šubičeva 1, Ljubljana)                             | Knjigarna Kočna Kamnik (Ljubljanska c. 1, Kamnik)    |

- 12. SKS 1995 Nagrade niso bile podeljene, ker je žirija ocenila, da v zadnjem dveletnem obdobju na področju knjigotrštva ni bil zapažen napredek stroke.
- 13. SKS 1997 Nagrade niso bile podeljene, ker je žirija ocenila, da v zadnjem dveletnem obdobju na področju knjigotrštva ni bil zapažen napredek stroke.
- 14. SKS 1998 Nagrade niso bile podeljene, ker je žirija ocenila, da v zadnjem dveletnem obdobju na področju knjigotrštva ni bil zapažen napredek stroke.

### Za življenjsko delo
- 15. SKS 1999 Martin Žnideršič
- 16. SKS 2000 Andreja Mlinar
- 17. SKS 2001 Franc Kattnig
- 18. SKS 2002 Zorka Peršič
- 19. SKS 2003 Niko Grafenauer
- 20. SKS 2004 Milan Matos
- 21. SKS 2005 Franc Bole
- 22. SKS 2006 Ivan Bizjak
- 23. SKS 2007 Slavko Pregl
- 24. SKS 2008 Aleš Berger
- 25. SKS 2009 Miloš Mikeln
- 26. SKS 2010 Neda Pagon
- 27. SKS 2011 Marij Maver
- 28. SKS 2012 Iztok Ilich
- 29. SKS 2013 Jože Zupan
- 30. SKS 2014 Zdravko Duša
- 31. SKS 2015 Bedita Mlinar
- 32. SKS 2016 Lojze Gostiša
- 33. SKS 2017 Stanka Golob
- 34. SKS 2018 Tine Logar
- 35. SKS 2019 Marko Kravos
- 36. SKS 2020 Primož Premzl
- 37. SKS 2021 Pavle Učakar
- 38. SKS 2022 Lojze Wieser
- 39. SKS 2023 Miha Kovač
- 40. SKS 2024 Janez Miš